# Dérbi do Cairo
O Dérbi do Cairo (em árabe: ديربي القاهرة) é como são chamados os confrontos de futebol entre Al-Ahly e Zamalek, os dois clubes mais bem-sucedidos do Egito e da África. Ambas as equipes estão localizadas na Região Metropolitana do Cairo e suas partidas são consideradas o destaque da temporada do futebol egípcio, com uma transmissão ao vivo para a maioria dos países do Oriente Médio e Norte da África desde a década de 1970.

## Estatísticas
Última atualização: 15 de abril de 2024
| Tipo        | Competição               | Partidas | Vitórias do Al-Ahly | Vitórias do Zamalek | Empates |
| ----------- | ------------------------ | -------- | ------------------- | ------------------- | ------- |
| Continental | Liga dos Campeões da CAF | 9        | 6                   | 0                   | 3       |
| Continental | Supercopa da CAF         | 1        | 0                   | 1                   | 0       |
| Nacional    | Egyptian Premier League  | 128      | 50                  | 28                  | 50      |
| Nacional    | Copa do Egito            | 33       | 17                  | 11                  | 5       |
| Nacional    | Supercopa do Egito       | 8        | 4                   | 0                   | 4       |
| Nacional    | Copa do Sultão Hussein   | 6        | 1                   | 3                   | 2       |
| Regional    | Liga do Cairo            | 42       | 21                  | 9                   | 12      |
| Amistosos   | Amistosos                | 24       | 11                  | 9                   | 4       |
| Total       | Total                    | 251      | 110                 | 61                  | 80      |

Maiores artilheiros
| Jogador             | Clube           | Gols |
| ------------------- | --------------- | ---- |
| Abdel-Karim Sakr    | Al Ahly Zamalek | 19   |
| Mostafa Taha        | Zamalek Al Ahly | 17   |
| Aboutrika           | Al Ahly         | 13   |
| El Tetsh            | Al Ahly         | 13   |
| Ahmed Mekawi        | Al Ahly         | 11   |
| Emad Moteab         | Al Ahly         | 10   |
| El-Sayed Ateya Toto | Al Ahly         | 10   |
| Labib Mahmoud       | Al Ahly Zamalek | 10   |
| Alaa El-Hamouly     | Zamalek         | 9    |
| El Dhizui           | Al Ahly         | 9    |
| Hossam Hassan       | Al Ahly Zamalek | 9    |

- Hossam Hassan marcou 5 gols para o Ahly e 4 gols para o Zamalek.